# الذاكرة العضلية (ألعاب القوى)
الذاكرة العضلية هو مصطلح يصف تنفيذ المهام العضلية المختلفة، حيث يصبح أكثر سهولة بعد فترة من انقطاع التمارين، وحتى لو لم تنفذ هذه المهام منذ فترة وهو بالضبط يصف أن العضلة تتذكر ما كانت تقوم به من قبل. ومثال على ذلك المشاهدات العملية في ما يخص عودة الكتلة العضلية للرياضيين الذين انقطعوا عن التمارين منذ فترة طويلة بعد أن يعودوا اليه من جديد.
وحتى الآن تصل الذاكرة العضلية إلى التعلم الحركي الذي يحدث في الجهاز العصبي المركزي عند الانسان كمؤثر على الألياف العضلية من التمرينات السابقة ومع ذلك تم الملاحظة مؤخرا أن الذاكرة العضلية ترتبط بتمارين القوة (مثال على العاب القوى هو رياضة رفع الأثقال).
وحتى وقت قريب كان الاعتقاد السائد ان تأثير التمرينات الرياضية على العضلات هو تأثير رجعي بمعنى أنه بعد الانقطاع لفترة طويلة عن تمرين العضلات تعود لحالتها السابقة، وبالنسبة لألعاب القوة فقد تم تحدي هذه النظرية من خلال التجارب الحيوية بحيث كشفت التجارب عن تغيرات طويلة الأمد تحدث للبناء العضلي بعد فترة من التدرب على العاب القوى. ومفهوم الذاكرة العضلية قد يأثر في النصائح الصحية التي قد تعطى للرياضين والمنقطعين والذين منعوا عن ممارسة الرياضة بسبب تعاطي المنشطات.
ومن المحتمل أن الذاكرة العضلية ترتبط بنواة الخلايا الموجودة في الألياف العضلية.
حيث تعد الخلايا العضلية أكبر خلايا الجسد وحجمها يفوق حجم الخلايا الأخرى بألاف المرات ولتوفير الدعم الكافي لهذا الحجم الكبير تحتوي الخلايا العضلية وعلى نحو مميز عند الثديات بالعديد من الأنوية أي أن الخلايا العضلية عديدة النواة.
العاب القوة تزيد بشكل أساسي الكتلة العضلية وقوتها هذا من خلال زيادة حجم الألياف العضلية وليس من خلال زيادة عددها كما يعتقد عند البعض. وخلال هذا التضخم نزداد اعداد الخلايا الجذعية وتداخل مع الألياف الموجودة لتوفير دعم أفضل لحجم الخلايا العضلية المتزايد.
ويفترض من كل نواة ان تخدم نطاق معين من الخلية وبعض الأبحاث افترضت أن هذا التفسير مفرط التبسيط حتى تم التصديق بأنه خلال انكماش حجم العضلة جراء الانقطاع عن التمرين يتم فقد عدد من الانوية من خلال التدمير الذاتي. ولكن وعلى النقيض لم تتفق التجارب الحيوية مع هذه النظرية ومن خلال المشاهدات المباشرة تم التأكيد على عدم وجود فقدان أنوية خلال الانكماش العضلي، وأن التدمير الذاتي للأنوية يحدث فقط في الأنسجة الأخرى مثل النسيج الضام والخلايا الساتلة.
وبما أن التجارب الحيوة أثبتت أن تمارين القوة تعمل على أضافة أنوية جديدة والانقطاع عن هذه التمارين لا ينقص عدد الأنوية في الألياف العضلية فإن النواة تلعب دورا هاما في الذاكرة العضلية بحيث عند العودة للتمارين فإن الانوية تبدأ بتصنيع البروتين لبناء الكتلة العضلية وزيادة القوة.
وكما قيل فإن العاب القوة تعمل على زيادة عدد الانوية وتبقى هذه الانوية لمدة طويلة وربما تبقى بشكل دائم حتى لو لم يتم تمرين العضلة فالنسبة لكبار السن فهم لا يملكون القدرة لإضافة أنوية جديدة في عضلاتهم فلا بد من التمارين قبل وصول الشيخوخة للاستفادة من هذه الميزة.
أما تناول المنشطات والمنشطات الهرمونية فقد أثبت انها تساعد في إنشاء انوية جديدة وقد ظهرت هذه النتائج من خلال التجارب على الفئران.
وعند التوقف عن تعاطي المنشطات تنكمش العضلة بسرعة ولكن تبقى الانوية الجديدة موجودة وبعد انتظار ثلاث أشهر (15% من عمر الفأر) أدت التمارين الزائدة إلى تضخم بنسبة 36% بالعضلات خلال 6 أيام في المجموعة التي تم اعطائها المنشطات وبالنسبة للمجموعة الأخرى التي لم يتم اعطائها أي منشطات كان التضخم العضلي طفيف، ومن هذا نستنتج أن كانت الأنوية تبقى لأمد طويل فإن الأثر للهرمونات المنشطة يبقى لأمد طويل ومن الممكن بشكل دائم على الكتلة العضلية.
ومن خلال دراسة في 2016 في معهم كارولينسكا في سنوكوهلوم، السويد لم يتم العثور على ارتباط بين الذاكرة العضلية وألعاب التحمل وإنما تقتصر على العاب القوة. هنالك دلائل تشير إلى أن علم الوراثة الا جيني قد يعتبر آلية معقولة لتفسير الذاكرة العضلية، وما زال يتطلب الأمر الكثير من الدراسات للتحديد بشكل دقيق دور علم الوراثة في الذاكرة العضلية.